# SliTaz GNU/Linux
SliTaz GNU/Linux es una minidistribución y LiveCD del sistema operativo LinuxGNU/Linux diseñada para correr en un hardware con 128 MB de memoria RAM, y así ser la más pequeña de todas las minidistribuciones GNU/Linux; ocupa 40 MB de CD y 80 MB en el disco duro una vez instalada. A partir de 16 MB de RAM dispone del gestor de ventanas JWM (en la versión cooking es LXDE).
Arranca con Syslinux y provee más de 200 comandos Linux/Unix, el servidor web lighttpd, SQLite, herramientas de rescate, un cliente IRC, otro SSH y un servidor de Dropbear, X Window System, JWM, gFTP, Geany IDE, Mozilla Firefox, AlsaPlayer, GParted, un editor de archivos de música y otros paquetes de software.

## Historia
Después de dos años de desarrollo, SliTaz 1.0 se presentó públicamente el 22 de marzo de 2008. SliTaz comparte muchas características con Damn Small Linux, pero está
diseñado en una menor escala y está basado en el kernel de Linux 2.6, el núcleo más reciente.

## Requerimientos
SliTaz GNU/Linux soporta todas las máquinas basadas en procesadores intel compatibles con i486 o x86. El ambiente del CD live del "núcleo" ("core LiveCD environment", en inglés) requiere 192 MB de RAM para correr eficientemente. Adicionalmente hay un ambiente de CD Live para instalación con reducida funcionalidad gráfica, titulado "loram-slitaz" que requiere 80 MB para correr óptimamente. Finalmente hay una versión ("flavor") llamado "loram-slitaz-cdroom" el cual es un instalador a modo de texto, que requiere 16 MB de RAM para correr óptimamente.
Los bajos requerimientos de sistema, hacen a SliTaz particularmente apropiado para Netbooks. SliTaz incluye soporte para un amplio rango de Netbooks.

## Versión
| Versión | Estabilidad                      | Fecha de publicación |
| ------- | -------------------------------- | -------------------- |
| 1.0     | Versión Estable                  | 22 de marzo de 2008  |
| 2.0     | cooking versión                  | 2009                 |
| 3.0     | Versión Estable                  | 2010                 |
| 4.0     | Versión Estable                  | 2012                 |
| 5.0     | Versión Estable                  | 2016                 |
| 5.0     | Versión Rolling Release (Weekly) | 2018                 |

## Características
Puede arrancar desde:
- Una memoria USB
- Un Live CD
- Un disco duro
- Una máquina virtual VMware o un VirtualBox
- Un disquete de inicio (boot floopy)